# Vaste klant
Vaste klant is een bronzen beeld van de Groninger kunstenaar Albert Zweep (geb. 1957).
Het beeld is geplaatst op het zitje behorend bij het café Festina Lente gevestigd aan de Looiersgracht 40B te Amsterdam. De kunstenaar was in zijn periode als beginnend kunstenaar stamgast aldaar en dronk op de pof. De rekening liep zodanig op, dat van betaling geen sprake meer kon zijn. De kunstenaar betaalde zijn rekening door een beeld te leveren. Het beeld (geen zelfportret) stelt voor een vaste klant die de cafékat aait. De man kijkt daarbij enigszins droevig, naar het model van de hoofdpersonen uit de Kronkels van Simon Carmiggelt.
Vandalen hadden het voorzien op het beeld en stootten steeds de kop eraf. De kunstenaar heeft het keer op keer hersteld, totdat een nieuwe versie noodzakelijk was. Dit maal was de bierfirma Heineken bereid een bronzen versie te financieren. Sinds de start van de Covid-19 pandemie in 2020 draagt het beeld een mondkapje. 